# IC 1979
IC 1979 ist ein Doppelstern im Sternbild Netz am Südsternhimmel, die der Astronom DeLisle Stewart am 6. Dezember 1899 fälschlich als IC-Objekt beschrieb.